# Saint-Adolphe-d'Howard
Saint-Adolphe-d'Howard è un comune del Canada, situato nella provincia del Québec, nella regione di Laurentides.